# Flexible-fuel vehicle

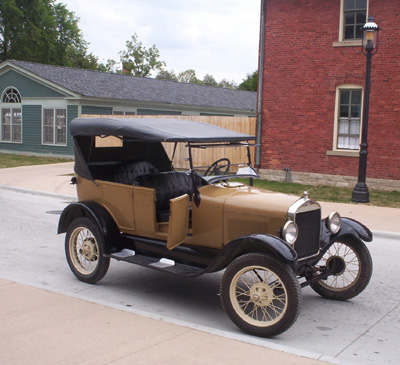
Ford Model T був першим комерційним flex-fuel автомобілем. Двигун був здатний працювати як на бензині, так і на етанолі, або на їх суміші

Flexible-fuel vehicle (FFV) — автомобіль з гнучким вибором палива — може їздити як на бензині, так і на суміші бензину з етанолом, причому в гнучких пропорціях (від 5 % до 95 %). Автомобіль має один паливний бак, адаптованність до різного складу палива досягається за рахунок оригінальної конструкції двигуна або за рахунок конструктивної модифікації звичайного бензинового двигуна внутрішнього згорання.
Зазвичай розуміється, що такі моделі їздять на паливі E85 — 85 % етанолу і 15 % бензину.

## Географія застосування біопалива в автомобілях
Автомобілі FFV поширені в Бразилії (6,4 млн), США (6 млн) і в деяких країнах Європи, наприклад, в Швеції їх 116 тис. (дані 2006 року).